# Galaxy Communications (cómic)
Galaxy Communications es una corporación de medios multinacional estadounidense ficticia en el Universo de DC Comics. Es propiedad y está dirigido por el empresario y señor del crimen Morgan Edge.

## Historia ficticia
Galaxy Communications es una de las principales empresas de telecomunicaciones del mundo y un importante motor económico tanto de Metrópolis como de Estados Unidos. Tiene una división de banda ancha que suministra a los estadounidenses servicios de televisión digital, Internet y telefonía, y también produce varias publicaciones periódicas y libros a través de su subsidiaria Galaxy Publishing.
Originalmente encabezado por Morgan Edge, un artículo del reportero del Daily Planet Clark Kent reveló que Edge también estaba al mando de Intergang, una de las organizaciones criminales más notorias de Metrópolis. Esto finalmente llevó a que el padre de Morgan, Vincent Edge, se hiciera cargo de Galaxy Communication. Sin embargo, él también fue expulsado de la corporación, ya que se descubrió que continuamente hacía que Cat Grant fuera víctima de repetidos acosos sexuales.
Galaxy Communications comparte una alianza flexible con el Daily Planet, ya que son dos de los principales centros de verdad y precisión en los medios de la ciudad. LexCorp, que opera WLEX-TV, una de las principales estaciones de televisión de Metrópolis, se oponen enérgicamente a ellos; y LexCom, un sitio de Internet que funciona como centro de noticias digitales. Como se ofrece a través de Internet, LexCom tiene un excelente acceso a la corriente principal de Estados Unidos, menos los costos de publicación. El propietario de LexCorp, Lex Luthor, manipula casi dos tercios del negocio de Metrópolis. Galaxy Communications se erige como el principal imperio de los medios de comunicación que proporciona a los ciudadanos de Metrópolis información y entretenimiento.
WGBS-TV, estación insignia de la red de televisión Galaxy Broadcasting System (GBS), ambas subsidiarias del conglomerado de medios Galaxy Communications. Los programas populares incluyeron The Midnight Show Starring Johnny Nevada (una versión ficticia de The Tonight Show de NBC, con Johnny Nevada como un análogo de Johnny Carson). Hubo un WGBS-TV en la vida real, en Filadelfia de 1985 a 1995; las letras de identificación representaban a Grant Broadcasting System, los propietarios originales. Las letras de identificación se cambiaron en 1995 al WPSG actual, después de la adquisición por parte de Paramount Stations Groupy conversión en una salida UPN; Actualmente es una filial de The CW y es propiedad de CBS Television Stations.
Entre principios de la década de 1970 y mediados de la de 1980, tanto Clark Kent como Lois Lane trabajaron para WGBS después de que Galaxy Communications comprara el Daily Planet en una historia de 1971, con Clark como presentador de noticias de la noche de WGBS. Finalmente se le unió a Lana Lang como copresentadora. Sin embargo, después de la renovación de John Byrne de los orígenes de Superman, Clark y Lois volvieron a trabajar en el Daily Planet una vez más. Sin embargo, Galaxy Broadcasting y WGBS-TV todavía existen post-Crisis y generalmente se usan en cualquier historia donde se necesita o se muestra una estación de televisión o una red. En Post-Crisis, Clark, Lois y Lana nunca trabajaron para la estación. Sin embargo, durante la década de 1990, tanto Jimmy Olsen como Cat Grant trabajaron allí.

### The New 52
Con el reinicio de la línea de cómics de DC en 2011, el Daily Planet se mostró en los cómics de Superman como comprado por Morgan Edge y se fusionó con el Galaxy Broadcasting System, similar a la continuidad de la Edad de Plata / Bronce. En Action Comics, se revela que en la nueva historia / universo, Clark Kent comienza su carrera periodística en Metrópolis aproximadamente seis años antes de que Galaxy Broadcasting se fusione con el Daily Planet. Además de ser un escritor del Daily Star, en parte porque el editor George Taylor era amigo de sus padres adoptivos, Clark es un bloguero activo que habla contra la corrupción política e informa sobre los problemas de los ciudadanos comunes que no suelen ser los foco de los medios de comunicación. Mientras trabajaba en el Star, Clark conoce al fotógrafo de Planet, Jimmy Olsen, y los dos se hacen amigos a pesar de trabajar en publicaciones rivales. Clark también es un gran admirador del trabajo de Lois Lane en el Daily Planet, y finalmente la conoció a través de Jimmy. Meses después de que Superman hace su debut público, Clark deja el Daily Star en buenos términos y acepta un puesto en el Daily Planet.
Después de la fusión con Galaxy Broadcasting, Lois fue ascendida para dirigir la división de TV, y Clark actuó como reportero en escena para la división de TV. Más tarde, a Clark se le asigna el "ritmo de Superman". Pero después de la creciente tensión entre él y Lois, así como con el director de Galaxy Broadcasting, Morgan Edge, Clark concluye que el Daily Planet ahora está más preocupado por las calificaciones y las visitas a las páginas de Internet que por el periodismo real. Renuncia y se va para comenzar un sitio de noticias de Internet independiente con su colega periodista Cat Grant. Aunque Lois y Jimmy consideran que esta es una decisión mala y arriesgada, continúan actuando como amigos y confidentes de Clark, ofreciendo ayuda cuando pueden.

## Subsidiarias
- Galaxy Broadcasting System: un imperio de medios de televisión propiedad de Morgan Edge como subsidiaria del conglomerado más grande de Galaxy Communications. Con sede en Metropolis, su principal servicio de noticias es WGBS News.
- Galaxy Publishing: editorial de Galaxy Communications que produce varias publicaciones periódicas y libros.
- Daily Planet: Durante un tiempo la empresa fue dueña del famoso periódico.

## En otros medios

### Televisión
- En la serie animada Súper amigos, se hace referencia a Galaxy Broadcasting Company y su conglomerado madre Galaxy Communications en la serie, pero Morgan Edge nunca aparece en el programa.
- En Lois & Clark: Las nuevas aventuras de Superman, un personaje similar a Morgan Edge, llamado Bill Church, Jr. (interpretado por Bruce Campbell), aparece como el jefe de la organización criminal "Intergang". Su padre, Bill Church, Sr. es interpretado por Peter Boyle. Al igual que Morgan Edge, Bill Church, Jr. posee una estación de televisión, que se llama "Multiworld Communications" en lugar de los cómics "Galaxy Communications".
- GBS, o Galaxy Broadcasting System, aparece en Young Justice. Entre sus reporteros se encuentran Cat Grant e Iris West. G. Gordon Godfrey se convierte en un experto de la estación y usa su programa para difamar a los extraterrestres y la Liga de la Justicia.
- En el programa Arrowverso Superman & Lois, Galaxy Holdings se menciona como una de las compañías de Morgan Edge.

### Películas
- En Superman IV: The Quest for Peace, se utiliza una subtrama similar de magnate de los medios. Un periódico rival propiedad de David Warfield se hace cargo del Daily Planet añadiendo sensacionalismo.
- WGBS News se puede ver en DC Extended Universe:
  - Aparece en El hombre de acero (2013)[5] cuando Superman y el General Zod volaron más allá del edificio WGBS durante su batalla final en 2013.
  - Hace una aparición en Aquaman (2018) donde Arthur y Thomas Curry vieron un informe de noticias de WGBS en el bar de Amnesty Bay sobre el robo de un prototipo de submarino de alta tecnología de la Marina de los EE. UU. Posteriormente, el biólogo marino Stephen Shin fue entrevistado por WGBS News para explicar sus teorías sobre Atlantis después de un fenómeno que resultó en que buques de guerra y décadas de desechos marinos fueran revertidos en tierra.
  - WGBS también aparece en Shazam! (2019) detallando al nuevo héroe de Filadelfia, como el rescate del autobús y la batalla en la Aldea de Navidad contra el Doctor Sivana. También informaron sobre una situación de rehenes que ocurrió en el Independence Hall.
  - WGBS aparece en The Suicide Squad (2021) como la red donde la hija de Bloodsport, Tyla, ve a su padre luchando contra Starro el Conquistador en Corto Maltese.
  - WGBS aparece también en ¡Shazam! La furia de los dioses (2023), donde la Familia Shazam es nombrada como los "Fiascos del Fili" al destruir el Puente Benjamin Franklin.
  - WGBS aparece también en Blue Beetle (2023), donde entrevista a Jenny Kord sobre cómo convertirse en la nueva directora ejecutiva de Industrias Kord, tras la muerte de Victoria Kord.
  - WGBS aparece también en Aquaman y el Reino Perdido (2023), donde informa al mundo sobre climas extremos y acidificación de los océanos, causados por Manta Negra. Al final, también informa sobre la revelación de Atlantis por Arthur Curry.

### Videojuegos
- Galaxy Broadcasting System se menciona en Batman: Arkham City. El edificio GBS se puede ver junto a la Torre Wayne.
- Galaxy Broadcasting System aparece en DC Universe Online. El edificio GBS se ve en Metrópolis. GBS se transmite en varias pantallas de televisión durante el juego.